# Циманампецуца
Циманампецуца (Циманампецоца, фр. Tsimanampetsotsa) — солёное озеро на юго-западе острова Мадагаскар, в провинции Тулиара. Вода в озере имеет молочный цвет из-за насыщенности натриевыми солями. Восточный берег озера ограничен известняковыми скалами высотой около 100 метров.
Водоём находится на территории одноимённого национального парка, расположенном на высоте в 38-114 м над уровнем моря. Площадь поверхности 16—29 км², длина около 20 км, ширина около 2 км, озеро мелкое (максимальная глубина до 2 метров).
После присоединения Мадагаскара 25 января 1999 года к Рамсарской конвенции, национальный парк с озером вошел в список водно-болотных угодий, имеющих международное значение.